# Тайваньский пилохвост
Тайваньский пилохвост (лат. Galeus sauteri) — вид рода пилохвостов, семейства кошачьих акул (Scyliorhinidae). Обитает у берегов Тайваня и Филиппин. Размножается, откладывая яйца. Максимальный размер 46 см.

## Таксономия
В 1906 году Музей естественной истории Карнеги приобрел обширную коллекцию рыб, собранную на рынках Такао (Гаосюн), Тайвань, Гансом Саутером. Американские ихтиологи Дэвид Старр Джордан и Роберт Эрл Ричардсон в 1909 году описали несколько новых видов из коллекции в выпуске «Memoirs of the Carnegie Museum», в том числе кошачью акулу рода  Pristiurus, которую назвали в честь автора коллекции. Джордан и Ричардсон описали шесть синтипов длиной 30—36 см, четыре из которых сохранились до наших дней. Позже авторы признали  Pristiurus младшим синонимом рода Galeus. В 2005 году филогенетический анализ на основании митохондриальной и ядерной ДНК показал, что тайваньский пилохвост, наряду с Galeus gracilis и китайским пилохвостом, образует единую кладу, в которую не входят испанская акула-пилохвост (Galeus melastomus) и исландский пилохвост ( Galeus murinus ).

## Ареал и среда обитания
Тайваньские пилохвосты обитают на континентальном шельфе у берегов Тайваня, где они очень распространены, и Филиппин. Были предположения, что их можно встретить у южного побережья Японии, по недавние наблюдения Кадзуро Накайя их не подтвердили. Это донный вид, который в Тайваньском проливе водится на глубине 60—90 м, а у острова Гайшан на глубине 100—200 м.

## Описание
Максимальная длина 46 см. У тайваньского пилохвоста тонкое, твёрдое тело, длина головы составляет приблизительно 1/5 от общей длины. Морда вытянутая и заострённая. Крупные овальные глаза вытянуты по горизонтали, они оснащены рудиментарным третьим веком, позади глаз имеются крошечные дыхальца. Выступы под глазами практически неразличимы. Большие ноздри разделены треугольными кожными складками. Рот широкий и изогнутый в виде длинной арки, по углам расположены довольно длинные борозды. На верхней челюсти имеются 70—78,а на нижней 80 зубных рядов. Каждый зуб имеет один центральный и 4 латеральных зубцов меньшего размера, расположенных по 2. Имеется пять пар коротких жаберных щелей, четвёртая и пятая пары расположены над основанием грудных плавников.
Вершины спинных плавников закруглены. Первый спинной плавник немного больше второго. Основание первого спинного плавника находится над второй половиной основания брюшных плавников. Основание второго спинного плавника находится над второй половиной основания анального плавника. Грудные плавники среднего размера с закруглёнными концами. Брюшные плавники низкие с острым концом. Птеригоподии самцов достигают анального плавника. Расстояние между брюшными и анальным плавниками у самцов длиннее, чем у самок. Анальный плавник вытянутый, длина его основания составляет 12-15 % от общей длины тела, она сопоставима с расстоянием между спинными плавниками. Хвостовой стебель сжат с боков. Хвостовой плавник низкий, с маленькой нижней лопастью и вентральной выемкой возле кончика верхней лопасти. Тело покрыто мелкими, перекрывающими друг друга плакоидными чешуйками, каждая из которых имеет форму листовидной короны с горизонтальным хребтом и тремя маргинальными зубчикам. На передней части дорсального края хвостового плавника имеется характерный пилообразный гребень, сформированный крупными чешуйками. Окрас ровного коричневато-жёлтого цвета, брюхо белое. Кончики спинных и хвостового плавников окрашены в тёмно-коричневый цвет. Внутренняя поверхность рта светло-серого цвета.

## Биология и экология
Этот вид является яйцекладущим. Размножение происходит круглый год. У самок имеется один функциональный яичник, расположенный справа, и два функциональных яйцевода, в которых одновременно созревает по одному яйцу. Яйца заключены в прозрачные золотистые капсулы, имеющие форму кошелька, длина которых составляет 3,9, а ширина 1,5 см. Поверхность капсулы гладкая. На передних концах имеются завивающиеся усики, а на задних — пучки длинных волокон. Половая зрелость у самцов и самок наступает при длине 35—36 и 41—42 соответственно.

## Взаимодействие с человеком
Тайваньские пилохвосты часто попадают в качестве прилова в сети креветочных траулеров. Пойманных акул используют для производства рыбной муки. На рынках в Филиппинах также можно обнаружить этих акул. Данных для определения статуса сохранности данного вида недостаточно.